# جون جيه رون
جون جيه رون (بالإنجليزية: John J. Roane)‏ (و. 1794 – 1869 م) هو سياسي من الولايات المتحدة الأمريكية ولد في مقاطعة إيسكس.

## التعليم
تعلم في جامعة برنستون.